# Luis de Salcedo y Arbizu
Luis de Salcedo y Arbizu, I conde de Gómara, (La Poveda, 23 de junio de 1630-Madrid, 9 de diciembre de 1693), fue un noble y alto funcionario español que desempeñó diversos cargos al servicio de los reyes Felipe IV y Carlos II, entre ellos asistente de Sevilla entre 1683 y 1685.

## Biografía
Fue hijo de Íñigo López de Salcedo Camargo y su segunda esposa Juana Magdalena de Arbizu. 
Ingreso como caballero en la Orden de Calatrava. Desempeñó a lo largo de su vida diversos cargos públicos, fue alcalde del crimen y oidor de la Real Audiencia y Chancillería de Valladolid, corregidor de Bilbao, miembro del consejo de órdenes del Real de Castilla, superintendente general de las rentas reales de la Cámara de Castilla y asistente de Sevilla entre 1683 y 1685. En 1692 el rey Carlos II le concedió el título de conde de Gómara.
Durante su periodo de mando en Sevilla se produjeron en 1684 lluvias copiosísimas que ocasionaron el desbordamiento del Guadalquivir y el anegamiento de gran parte de la ciudad.

## Matrimonio y descendencia
Casó en Madrid (Real Capilla) el 14 de diciembre de 1661 con Ana María de Azcona y Velasco (n. Espinosa de los Monteros), dama de la cámara de la reina, hija de Diego Ruiz de Azcona, montero de cámara de su majestad y guarda mayor de la reina  Isabel de Borbón, siendo padres de:
1. Luis de Salcedo y Azcona, obispo de Sevilla;
2. Pedro de Salcedo y Azcona, II conde de Gómara;
3. Ana María de Salcedo y Azcona;
4. Catalina de Salcedo y Azcona.